# جنگل‌روی سبز
جنگل‌رُویِ سبز (نام علمی: Ameiva ameiva) که با نام‌های جنگل‌رُویِ غول‌پیکر، مارمولک زمینی آمریکای جنوبی یا تیزرویِ آمازون نیز شناخته می‌شود، گونه‌ای از مارمولک‌های خانواده سوسماران دم‌شلاقی است که در آمریکای مرکزی و جنوبی و برخی جزایر کارائیب یافت می‌شود.

## دامنه جغرافیایی
در آمریکای مرکزی و جنوبی از جمله: پاناما، برزیل، کلمبیا، سورینام، گویان فرانسه ، گویان، ونزوئلا، بولیوی، اکوادور، پرو، آرژانتین و پاراگوئه گسترده‌است. همچنین در جزایر کارائیب ترینیداد و توباگو، گرانادا، گرنادین‌ها، باربادوس، مارگاریتا، جزیره سوان و ایسلا د لا پروویدنسیا یافت می‌شود. همچنین یک بار در سنت وینسنت وجود داشت، اما از آن زمان منقرض شده‌است.